# Hoffmannia

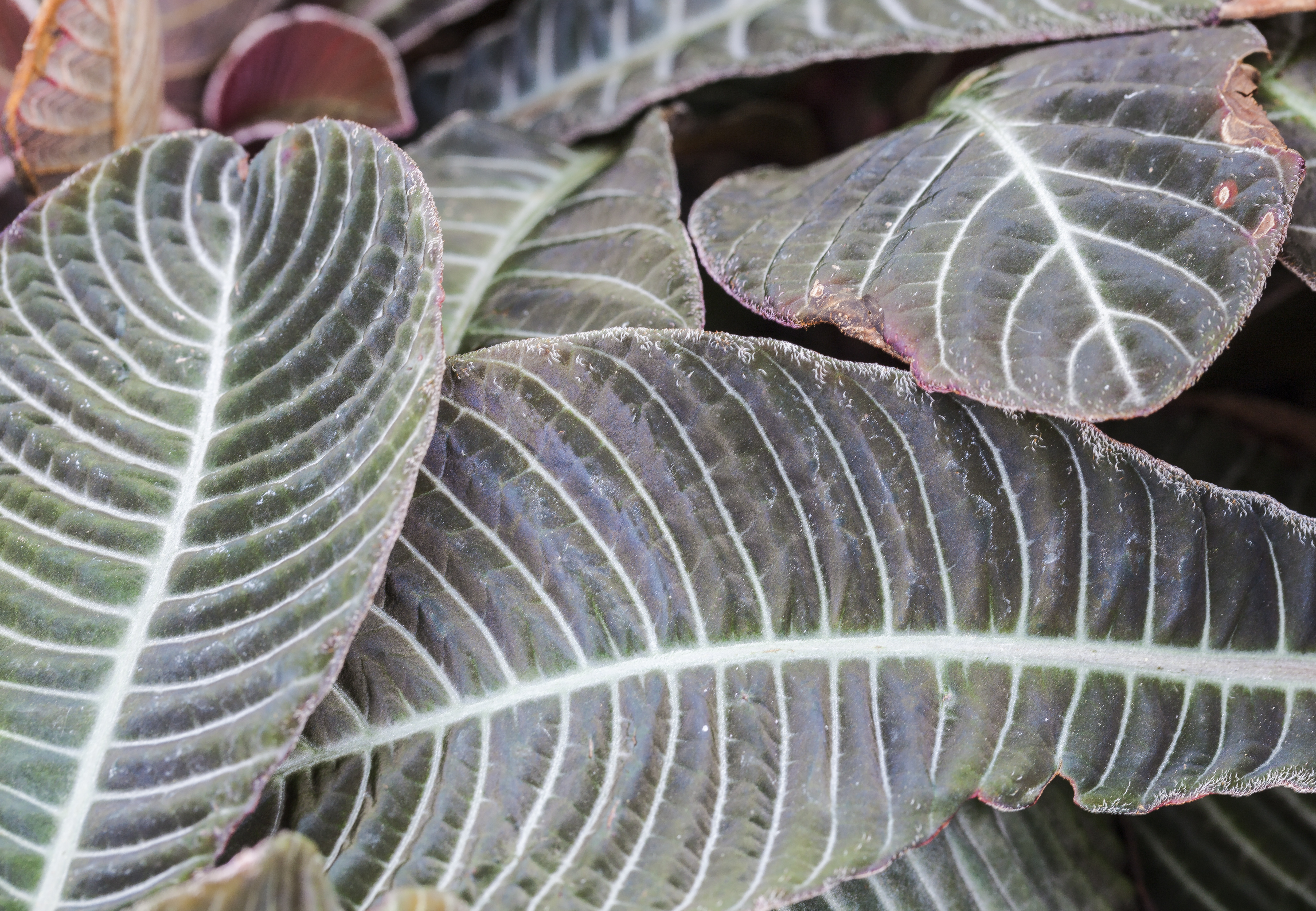
Ejemplar de Hoffmannia roezlii.

Hoffmannia es un género de plantas con flores del orden de las Gentianales de la familia de las Rubiaceae. Se encuentra desde México hasta América tropical.

## Especies más conocidas
- Hoffmannia ecuatoriana, Standl.
- Hoffmannia excelsa
- Hoffmannia ghiesbreghtii
- Hoffmannia refulgens
- Hoffmannia roezlii
- Hoffmannia modesta, Diels
- Hoffmannia rzedowskiana

## Sinonimia
- Ohigginsia Ruiz & Pav. (1798).
- Higginsia Pers. (1805)
- Euosmia Humb. & Bonpl. (1818).
- Evosmia Kunth (1824).
- Campylobotrys Lem. (1847).
- Ophryococcus Oerst. (1852).
- Xerococcus Oerst. (1852).
- Koehneago Kuntze (1891).[2]